# Съюзническа война (357-355 пр.н.е.)
Вижте пояснителната страница за други значения на Съюзническа война.
Съюзническата война се провежда от 357 пр.н.е. до 356 пр.н.е. от Древна Атина с нейния Втори атински морски съюз против градовете, бивши членки на съюза, Хиос, Родос, Кос и независимият Византион. Войната завършва със загуба на Атина и независимостта на противниковите градове.
Атинският генерал Хабрий е убит през 357 пр.н.е. в битка при Хиос, генералте Ификрат и Тимотей са дадени от генерал Харес на съд заради предателство и подкуп и им се отнема службата.